# 花子和寓言敘事者
《花子和寓言敘事者》（花子と寓話のテラー）是日本漫畫家えすのサカエ所創作的日本漫畫作品。於月刊少年Ace（角川書店）中連載。單行本全4卷。。

## 故事簡介
相信都市傳說的人們會被「故事」纏上。那些具有不思議力量的物語被稱為「寓言」，而被纏上的人會被稱為「寓言附身」。
受到「床下拿斧頭的男人」所苦，每日無法安眠的平治 香苗，在互聯網上的聊天室中的得知亞想偵探事務所而前住探訪。其所長受到「連續打100個嗝就會死」與「廁所的花子」兩個寓言
所纏著的「寓言附體」，並是把「寓話」擊消滅的「寓言偵探」。
香苗的性命被亞想所救，因為沒有金錢支付委托的酬勞，而在亞想偵探事務所中工作。亞想、香苗、以及纏著亞想的寓言「花子」三人，持續解決與寓言糾纏的事件。其結局會……。

## 登場人物

### 亞想偵探事務所
亞想 大介
本作的主角。被兩個寓言纏著的寓言偵探。興趣是收集成人漫畫。前刑警。兩個寓言的其中一個是「連續打100個嗝就會死」，只要感受到寓言的氣息就會打嗝不止，次數超過100就會死亡。另一個寓言後述。
寓言偵探是站在「寓言」和「現實」之間界限上的人，具有在現實扭曲寓言的能力。
母子兩代皆是橘 真冬的小說作品的忠實讀者，他的姓名「亞想 大介」就是他母親取自同作的主人角的的名稱，會「開設偵探事務所」都是無意識受到書的影響。實際上他的打嗝本來是與寓言無關，而是與自身的精神壓力的症狀。少年時代（約20年前）因複雜的環境做成對人恐懼，其精神壓力頻繁發作，導致幾度入院與病抗爭。
平沼 奏繪（常譯香苗）
在亞想把「床下的男人」的寓言解決後，在亞想偵探事務所打工的少女。有著容易被寓言纏上的體質，於作中稱為寓言體質。因這原因，會無意中吸引各種各樣的寓言。超級音癡。對大介有好感，在互映雙鏡的惡魔事件後親吻大介臉頰
花子
纏著亞想的寓言「廁所裡的花子」。興趣是擺弄機器，開發對寓言用程式。討厭動物，因為動物不能「看見」身為寓言的自己（只有人類才見到寓言的存在）。能自由在各廁所中移動，但不能距離廁所太遠。對大介有好感，對於奏繪對大介表現的親密行為會吃醋

### 寓言及與寓言相關的人
床下的男人
於「床下的男人」中登場。纏上香苗的寓言，會拿著斧頭藏於目標的床下，在目標熟睡時就會殺害目標。被亞想所消滅。
西野 良一
於「裂口女」中登場。戀人—幸變成裂口女而感到到恐懼，而拜訪亞想偵探事務所。
大上 紗智（常譯信）
於「裂口女」中登場。因生來就有的大嘴巴生有心結，因這樣而被裂口女的寓言纏上。
柴山
刑警。與前刑警亞想是舊識，寓話絡みで警察が動けない事件の際、寓話探偵の亜想へ依頼する。
水無 曜介
於「人面魚」中登場。中學的修學旅行的巴士事故中唯一幸存者。被同學無情地欺凌，對幫忙自己的宮田抱有戀愛之情。單方面認為與宮田是兩情相悅，因此強迫宮田與自己發生關係
宮田 早苗
於「人面魚」中登場。水無班上的委員長。在事故中身亡。屍體上被發現有生產過的跡象。
人面魚
於「人面魚」中登場。其正體是化為寓言的水無的同班同學（欺負水無的同級生）們。
互映雙鏡的惡魔
於「鏡中的惡魔」中登場的寓言。在香苗因酒醉未清醒時許下「成為超級偶像」的願望，企圖以奪去她的靈魂為代價，令其願望實現。
淵之邊 由里（常譯由利）
於「TEKETEKE」中登場。連續少女電車碾殺事件的當事人，以「希望與寓言偵探談話」為交換條件才願意說出事件詳情，而拜訪亞想偵探事務所。可惜亞想的努力是白費的，於月台上被推出軌道而被撞死。
小田切 桐江（常譯麗）
於「TEKETEKE」中登場。因重病而剩下一年壽命。
平沼 知惠理
於「耳孔與白色絲線」中登場。香苗的表妹。父母即將要離婚，因不想看見父母不和的樣子而將心封閉起來。
鬼頭 錢仙（常譯狐狗狸）
於「錢仙（コックリさん）」中登場。有著複數身體，加上以壓倒勝的預測能力追逼亞想。
大原 學
於「隙間女」中登場。成為家裡蹲已15年。
惠子
於「隙間女」中登場。學的中學時的同學，初戀情人。現在很肥，有兩個孩子的母親，經歷過離婚，預定與相撲館的老闆結婚（再婚）。
香苗的祖父
於「瑪莉的電話（常譯梅利）」中登場。住在平沼邸「葉蝶館」。
兒子及媳婦（香苗父母）分別是植物學家及昆蟲學家。
桐生
於「瑪麗小姐」中登場。香苗祖父在三日前所雇用的醫生，在這之前是會點醫術流浪者，專長是治療心病。但是，其實是接受「暗中保護香苗」這委托而擔任護衛的亞想，由花子的「VisualizeSurface」偽裝而成。
平沼 望未（常譯希）
於「瑪麗小姐」中登場。香苗的雙胞胎姊妹，但未能誕生。因母親為她所作的人偶被香苗所扔掉，而想要將對香苗最重要的存在—亞想殺死。
橘 真冬

## 出版書籍
單行本
| 卷數 | 角川書店       | 角川書店           |
| 卷數 | 發售日期       | ISBN               |
| ---- | -------------- | ------------------ |
| 1    | 2004年11月1日  | ISBN 4-04-713678-6 |
| 2    | 2005年1月26日  | ISBN 4-04-713698-0 |
| 3    | 2005年6月25日  | ISBN 4-04-713733-2 |
| 4    | 2005年10月26日 | ISBN 4-04-713756-1 |

完全版
| 卷數 | 角川書店       | 角川書店               | 台灣角川       | 台灣角川               |
| 卷數 | 發售日期       | ISBN                   | 發售日期       | ISBN                   |
| ---- | -------------- | ---------------------- | -------------- | ---------------------- |
| 1    | 2011年9月26日  | ISBN 978-4-04-715794-1 | 2012年6月2日   | ISBN 978-986-287-741-8 |
| 2    | 2011年10月26日 | ISBN 978-4-04-715811-5 | 2012年8月24日  | ISBN 978-986-287-893-4 |
| 3    | 2011年11月26日 | ISBN 978-4-04-120019-3 | 2012年10月17日 | ISBN 978-986-287-995-5 |